# Pertenencia religiosa múltiple

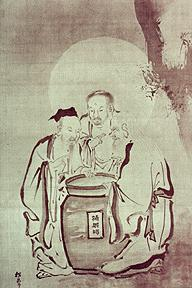
Una representación tradicional de Los catadores de vinagre, una imagen alegórica que representa a Buda, Confucio y Lao-Tse.

La pertenencia religiosa múltiple, conocida también como doble pertenencia, se refiere a la idea de que una persona puede pertenecer a más de una tradición religiosa. Si bien esto se ve con frecuencia como una realidad común en regiones tales como Asia con sus muchas religiones, los académicos religiosos han comenzado a discutir la pertenencia a múltiples religiones con respecto a tradiciones religiosas tales como el judaísmo, el cristianismo y el islam.
Quienes practican doble pertenencia afirman ser seguidores de dos religiones diferentes a la vez o incorporan las prácticas de otra religión en su propia vida de fe. Este fenómeno ha estado aumentando con la globalización. Un ejemplo de ello es una persona que asiste a una iglesia cristiana pero que encuentra significado también en el yoga y en formas de meditación inspiradas en tradiciones orientales, a la vez que disfruta de asistir a un Séder judío en Pésaj.

## Contexto
En algunas religiones, como el judaísmo, el cristianismo y el islam, aquellos que defienden una comprensión exclusivista de la religión consideran problemática la pertenencia a múltiples religiones. Esto contrasta con la actitud en países como China, Japón, Corea, Vietnam, India, Nepal o Sri Lanka, cuyas culturas tienen una larga historia de influencia por parte de diferentes religiones. Más aún, en el período posmoderno, las personas tienden a cuestionar su identidad, a raíz de las opciones ilimitadas de religiones, lo que lleva a una dificultad a la hora de definir la propia identidad.
Van Bragt encontró que el 79% de los japoneses se identifican a sí mismos como sintoístas y el 75% se identifican a sí mismos como budistas. La razón del altísimo porcentaje para ambas religiones es que muchos japoneses se consideran tanto sintoístas como budistas y no consideran un problema pertenecer a más de una religión. (Se puede discutir si esta estadística es correcta, en tanto, según cifras de Mark R. Mullins, solo hay un 30-33% de japoneses que se consideran a sí mismos como poseedores de una «fe personal», mientras que otros suelen verse como «sin religión» («mushukyo»). Para más discusión, véase Mullins, 2011, pp. 197–198.) Este fenómeno, según Van Bragt, es una «división del trabajo». De acuerdo con Van Bragt, la causa de este fenómeno es que, a diferencia del concepto occidental de religión, el sintoísmo y el budismo en Japón se definen por sus rituales y prácticas, y no por su autoridad moral o social (y es el confucianismo el que se considera como la autoridad en términos de moralidad y la fuente de principios de vida social). Por lo tanto, los japoneses pueden pertenecer a varias religiones que no entran en conflicto entre sí en términos de cuestiones sociales y éticas.
Académicos tales como Catherine Cornille, Peter C. Phan, Francis Xavier Clooney, Jan Van Bragt, Aloysius Pieris o Devaka Premawardhana han cuestionado la posibilidad de definirse a sí mismo en múltiples religiones. Para estos académicos, la «pertenencia religiosa» no se refiere al sentido subjetivo que tiene un individuo de una religión en particular, sino más bien, en palabras de Cornille, al «reconocimiento de la identidad religiosa propia por parte de la tradición misma y la disposición a someterse a las condiciones de pertenencia tal y como las delinea tal tradicion». Para Cornille, el propósito último de una discusión académica sobre la pertenencia religiosa múltiple es el de transformar la religión propia a través de la comprensión de otras religiones.

## Tipos de enfoques
Con base en el estudio de Van Bragt, académicos han intentado investigar la posibilidad de que seguidores de una religión como el cristianismo pertenezcan a múltiples religiones. La aproximación de la pertenencia religiosa múltiple cristiana, según Devaka Premawardhana, puede dividirse en dos tendencias: la aproximación del teólogo católico Peter Phan, basada en un fundamento cristológico, en el que enfatiza el «estatus asimétricamente superior» de Cristo, y la aproximación del sacerdote jesuita Francis Clooney, enraizada en terrenos metodológicos, que intenta cruzar los límites hacia otra religión al igual que las religiones deben tener entidades discretas. Estos dos enfoques se resumen a continuación.

### Enfoque cristológico
La aproximación de Phan enfatizaba la asimetría en la que Jesús es el Logos hecho carne y el clímax del trato de Dios con la humanidad. En un intento de resonar con la identidad cultural y la tradición propias, Phan explicaba que la pertenencia religiosa múltiple es necesaria para que los practicantes de pertenencia múltiple traten a otras religiones como un calificador de su propia identidad. Este enfoque, de acuerdo con Phan, no niega la identidad cristiana propia, que funciona como sustantivo en relación con la religión no cristiana. Phan apuntó que la pertenencia religiosa múltiple no es un asunto nuevo en el siglo XXI, sino más bien la forma de vida común de los cristianos del primer siglo, tal y como se le registra en el libro de los Hechos de los Apóstoles. En opinión de Phan, la desaparición de esta tendencia fue «una pérdida trágica tanto para el judaísmo como para el cristianismo», en tanto condujo a una historia posterior de odio amargo, especialmente del lado del cristianismo.

### Enfoque metodológico
Como teólogo comparativo, Clooney discute la diversidad en el mundo actual, especialmente con respecto al florecimiento de diferentes religiones. Para Clooney, es necesario reflexionar sobre la propia religión en este mundo pluralista, de forma que podamos «ver a los demás a la luz de nuestra religión, y a la nuestra a la luz de la otra». Enfocándose en el estudio de textos bíblicos y teológicos, Clooney los compara entre tradiciones cristianas y religiones no cristianas, para «cruzar fronteras» con otras tradiciones, de manera que uno repiense su propia teología, lo que moldearía así su identidad. Tras más de 40 años de estudiar el hinduismo, Clooney concluyó que encuentra que a su juicio las disciplinas distintivas de la teología y el hinduismo son «mutuamente enriquecedoras». Al aplicar este enfoque, de acuerdo con Clooney, se puede comenzar dentro de la tradición propia «de origen», ingresar a una tradición diferente y regresar a la tradición propia, que se ve enriquecida y reformulada tras cruzar fronteras.

## Desafíos y controversia
Mientras que académicos que estudian la pertenencia religiosa múltiple intentan apreciar las tradiciones de otras religiones además de la suya propia, el segmento conservador del cristianismo tiende a cuestionar la perspectiva inclusivista sobre la pertenencia religiosa múltiple en tanto implica que la salvación se puede encontrar en otro lugar que no sea Jesucristo.(Para definiciones de la tipología tradicional como exclusivismo e inclusivismo, véase Migliore, 2004, pp. 306–307.) En un artículo de 2010, Veli-Matti Kärkkäinen, teólogo sistemático, cuestionó el enfoque de «llamar otros» a aquellos que tienen tradiciones diferentes a las de los cristianos en tanto Dios es quien ofrece la salvación y los cristianos solo lo atestiguan. Es por humildad que los cristianos pueden decir que la salvación pertenece a Dios, y solo a Dios, en opinión de Kärkkäinen. Por otro lado, los académicos que estudian la pertenencia religiosa múltiple, como John B. Cobb, ven esto como una oportunidad más que como una amenaza: "No veo la pertenencia religiosa múltiple como el principal camino hacia el futuro. El camino primario es la transformación de las tradiciones religiosas particulares, al menos en el caso cristiano, a través de su nuevo encuentro con otras tradiciones". Para Cobb, participar en un diálogo interreligioso ayuda a suavizar la tensión entre el cristianismo y el judaísmo y evita malentendidos hacia el Islam .
En un artículo de 2017, el sociólogo Steve Bruce afirmó que la mayoría de los escritos publicados alrededor de la pertenencia religiosa múltiple son puramente conceptuales y ofrecen «solamente anécdotas para ilustrar discusiones teóricas o clasificatorias». En opinión de Bruce, los pocos intentos de acumular datos empíricos sobre el fenómeno han combinado una variedad de actitudes diferentes que no deberían recibir el rótulo de «pertenencia religiosa múltiple», tales como la reinterpretación universalista de religiones múltiples, la asociación religiosa a través de lazos familiares, los múltiples intereses o simpatías religiosas, el respeto religioso secundario por un aspecto específico de una religión o un respeto equitativo secular por todas las religiones. Para Bruce, el término «pertenencia religiosa múltiple» debería limitarse estrictamente a ser «un 'miembro' practicante de más de una religión (religión significando en este caso abstracciones de alto nivel como el cristianismo, el islam, el hinduismo, el sijismo, el budismo, etc.)», y puesto que la mayoría de religiones tienen requisitos y expectativas estrictos para sus miembros practicantes, es de esperarse para los sociólogos y sociólogas que la pertenencia religiosa múltiple, definida de tal manera, sea «notablemente rara».